# Oncocnemis mirificalis
Oncocnemis mirificalis là một loài bướm đêm trong họ Noctuidae.